# Zé Carlos (SIC)
Zé Carlos foi um programa dos Gato Fedorento com transmissão na SIC aos Domingos a partir das 22 horas. Teve a sua primeira edição a 28 de Outubro de 2008 e a última a 1 de Janeiro de 2009.

## Formato
Este formato é uma continuação do anterior Diz que É uma Espécie de Magazine da RTP. Porém, existia um presidente de mesa que era rotativo, ou seja, mudava de semana em semana.

## Rubricas
À semelhança do programa anterior existiam diferentes rubricas, a saber:
- Tumba, momentos de relativa boa disposição
- Bastidores da história de Portugal
- Gato Fedorento salva o universo e em principio também Portugal
- Lista de factos que você desconhece… mas que nós vamos transmitir a você

## Especial "Gato Fedorento deseja um bom 2010 a você"
Os Gato Fedorento foram escolhidos mais uma vez para comandar a passagem de ano. Desta vez, e à semelhança do Diz que é uma espécie de Reveillon 1984\85, a passagem de ano comemorada não foi a do ano presente, mas sim a de 2010. Esta "mudança" de data deve-se ao facto de que os Gato Fedorento prevêm um 2009 tão difícil que acharam melhor "saltar" para 2010. Citando-os: "é importante saltar o ano da crise mas para a coisa ser bem feita devia-se saltar uma década".
Este especial foi para o ar por volta das 22:30. Teve a participação especial de bandas/músicos tais como:
- Rui Veloso
- Per7ume
- Os Anjos
- Paulo Gonzo
- Balla

## Controvérsias
O sketch "Louvado sejas ó Magalhães" a parodiar o computador portátil Magalhães juntamente com a Igreja Católica, recebeu inúmeras queixas à Entidade Reguladora para a Comunicação Social provenientes de grupos religiosos.